# High Street (Distretto dei Laghi)
High Street è una Fell nel Lake District inglese. A 828 metri (2.718 ft), la sua cima è il punto più alto nella parte più orientale del parco nazionale. La Fell prende il nome dalla strada romana che correva sulla vetta.

## Storia

### Strada romana
Una strada romana, riconosciuto come "monumento storico", attraversa la Fell tra i forti romani a Brougham (Brocavum) vicino a Penrith e Ambleside (Galava). Sebbene il percorso prenda la strada più in alto di qualsiasi altra strada romana in Inghilterra, la catena di High Street ha pendenze piuttosto dolci e un altopiano con vetta piatta, caratteristiche che potrebbero aver convinto gli agrimensori romani a costruire la strada sulle cime anziché attraverso le valli che erano densamente boscose e paludose, rendendole pericolose perché più adatte alle imboscate. Si è ipotizzato che i romani avessero ricalcato un tracciato preistorico.
L'attribuzione dell'epoca della strada romana resta dubbiosa, poiché gran parte di essa è costruita in una conca con struttura infossata, anziché essere sopra un terrapieno o un agger secondo la classica tecnica costruttiva romana. Nel 2022 è stato finanziato uno scavo archeologico mirato a indagare sulle origini della strada romana. Questo progetto si è concentrato su un tratto della strada a Bampton Common.

### Fiere
La vetta pianeggiante della collina fu utilizzata anche come sede di fiere estive dalla popolazione locale nel XVIII e XIX secolo. Le persone delle valli circostanti si riunivano ogni anno il 12 luglio per restituire le pecore smarrite ai loro proprietari; si svolgevano anche giochi e combattimento corpo a corpo oltre a corse di cavalli. La vetta di High Street è ancora conosciuta come Racecourse Hill, ed è così denominata sulle mappe. Occasionalmente, si possono trovare dei pony di razza Fell al pascolo sulla sua vetta. L'ultima delle fiere estive si tenne nel 1835.

## Topografia
Il fiume Kent, che scorre verso sud attraverso la città di Kendal prima di sfociare nella baia di Morecambe, nasce sulle pendici meridionali di High Street. Scendendo di  300 m in 40 chilometri (1000 piedi in 25 miglia), il Kent è noto per essere il fiume che scorre più velocemente in Inghilterra.
Il lato orientale di High Street è scosceso e ripido, digradante verso Haweswater Reservoir. Ci sono due laghetti sotto le falesie orientali: Blea Water e Small Water; Blea Water si trova in un classico corrie di montagna e, con i suoi 200 piedi, è il laghetto più profondo del Lake District.

## Vetta
Una parete segue la cresta sopra la cima piatta, il punto più alto è segnato da una colonna di triangolazione dell'Ordnance Survey, dipinta di bianco. La vista si estende dai Pennini a est fino a un grande arco di colline lacustri che riempiono l'orizzonte occidentale. La catena Helvellyn e Southern Fells sono particolarmente suggestive.

## Salite
La salita da Mardale è un'entusiasmante passeggiata in cresta, con vista su Riggindale, dove un tempo era possibile avvistare un'aquila reale. Riggindale possedeva l'unico esemplare di questa specie rimasto in Inghilterra, un maschio che viveva solitario nell'area dal 2004, ma non è più stato avvistato dal 2016. High Street può essere scalata anche da Patterdale, Kentmere e Troutbeck. L'intera traversata da sud a nord del crinale di High Street da Ings vicino a Windermere alla valle di Eamont all'estremità settentrionale di Ullswater è un'escursione di 30 chilometri su dodici vette e dovrebbe essere intrapresa solo da camminatori esperti.

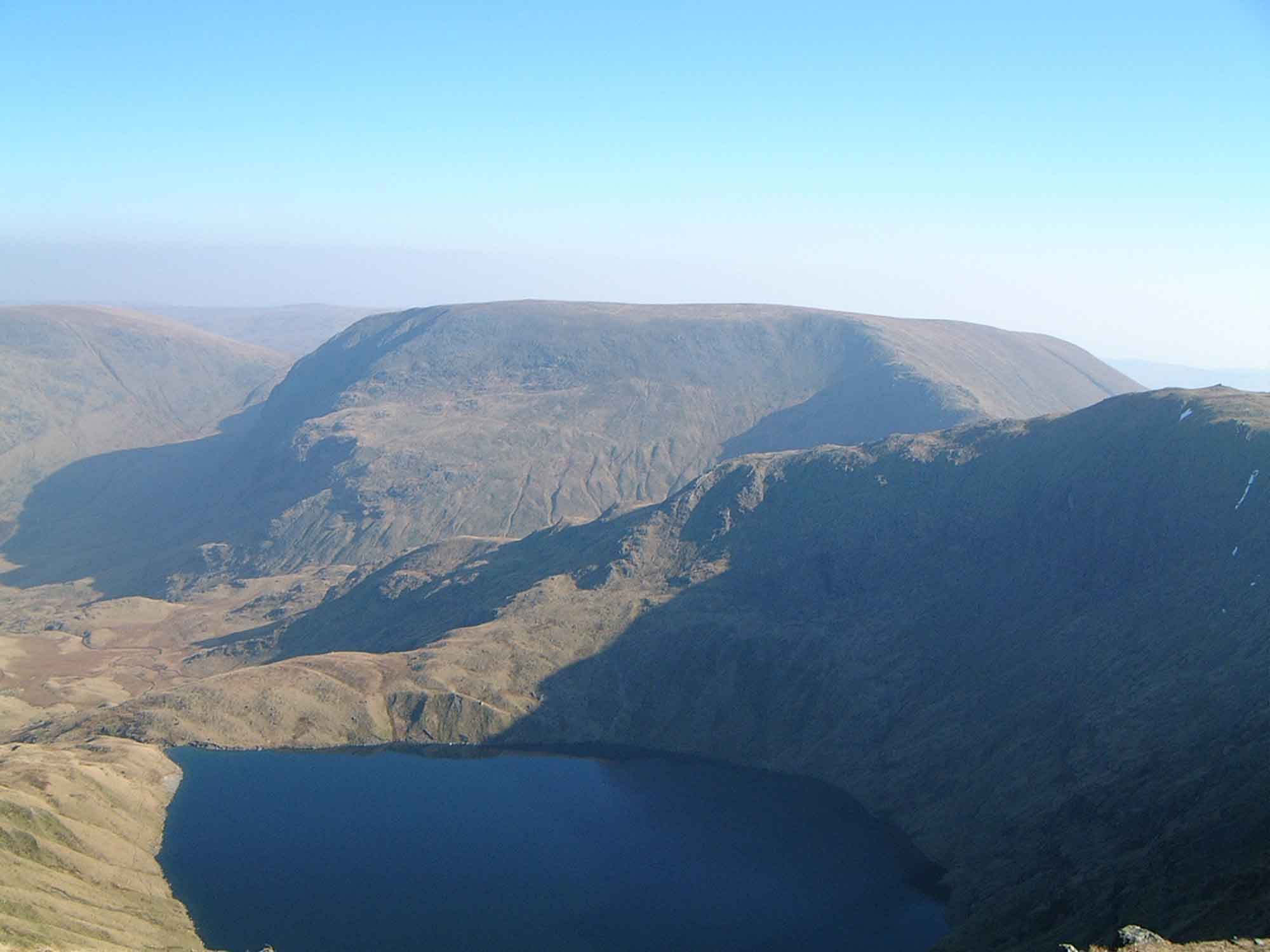
Vista dalla vetta di High Street, guardando verso Harter Fell con Blea Water in primo piano